# Маричаль, Николас
Николас Маричаль Перес (исп. Nicolás Marichal Pérez; род. 17 марта 2001, Саранди-дель-Йи, Дурасно) — уругвайский футболист, защитник московского «Динамо» и сборной Уругвая.

## Клубная карьера
Маричаль — воспитанник столичного клуба «Насьональ». 8 февраля 2021 года в матче против столичного «Ривер Плейта» он дебютировал в уругвайской Примере. В 2021 году Николас помог команде выиграть Суперкубок Уругвая.
30 августа 2022 года Маричаль подписал контракт с московским клубом «Динамо» на пять лет — до конца сезона-2026/27. 3 сентября в матче против «Урала» он дебютировал в РПЛ. 10 декабря 2024 года контракт с клубом был продлён до конца сезона 2028/29.

## Карьера в сборной
В декабре 2023 года Николас был приглашен в сборную Уругвая для участия в отборочном турнире Олимпийских игр в Париже. В ходе него Маричаль провел 4 матча, неизменно выходя в стартовом составе. В игре против Перу (3:0) он вывел команду на поле с капитанской повязкой, а в матче с Аргентиной (3:3) отметился голевой передачей. 23 марта 2024 года дебютировал за главную сборную Уругвая в товарищеском матче против сборной Страны Басков (1:1)

### Список матчей за сборную
| Матчи и голы Маричаля за сборную Уругвая | Матчи и голы Маричаля за сборную Уругвая | Матчи и голы Маричаля за сборную Уругвая | Матчи и голы Маричаля за сборную Уругвая | Матчи и голы Маричаля за сборную Уругвая | Матчи и голы Маричаля за сборную Уругвая | Матчи и голы Маричаля за сборную Уругвая |
| №                                        | Дата                                     | Оппонент                                 | Счёт                                     | Голы                                     | Соревнование                             |                                          |
| ---------------------------------------- | ---------------------------------------- | ---------------------------------------- | ---------------------------------------- | ---------------------------------------- | ---------------------------------------- | ---------------------------------------- |
| 2                                        | 23 марта 2024                            | Страна Басков                            | 1:1                                      | —                                        | Товарищеский матч                        |                                          |

Итого: 1 матч / 0 голов; 0 побед, 1 ничья, 0 поражений.

## Достижения
Клубные
 «Насьональ»
- Обладатель Суперкубка Уругвая — 2021